# Cheveux longs

Autoportrait de Dante Gabriel Rossetti.

Les cheveux longs sont une coiffure adoptée par les femmes et les hommes dont la popularité et la signification sociale change selon les cultures et les époques. Dans certaines cultures occidentales, une femme dont les cheveux arrivent dans le cou, par exemple, peut être considérée comme n’ayant pas les cheveux longs alors qu’un homme avec la même longueur de cheveux sera perçu comme ayant de longs cheveux.
La longueur des cheveux joue un rôle social de signe d’intégration ou de rébellion face aux normes.

## Histoire
La taille des cheveux est à l'origine de règles, d'interdits ou de contraintes, religieuses ou sociales, qui diffèrent selon les cultures et les époques, mais aussi selon les genres.

### En Europe

#### Le cas des hommes

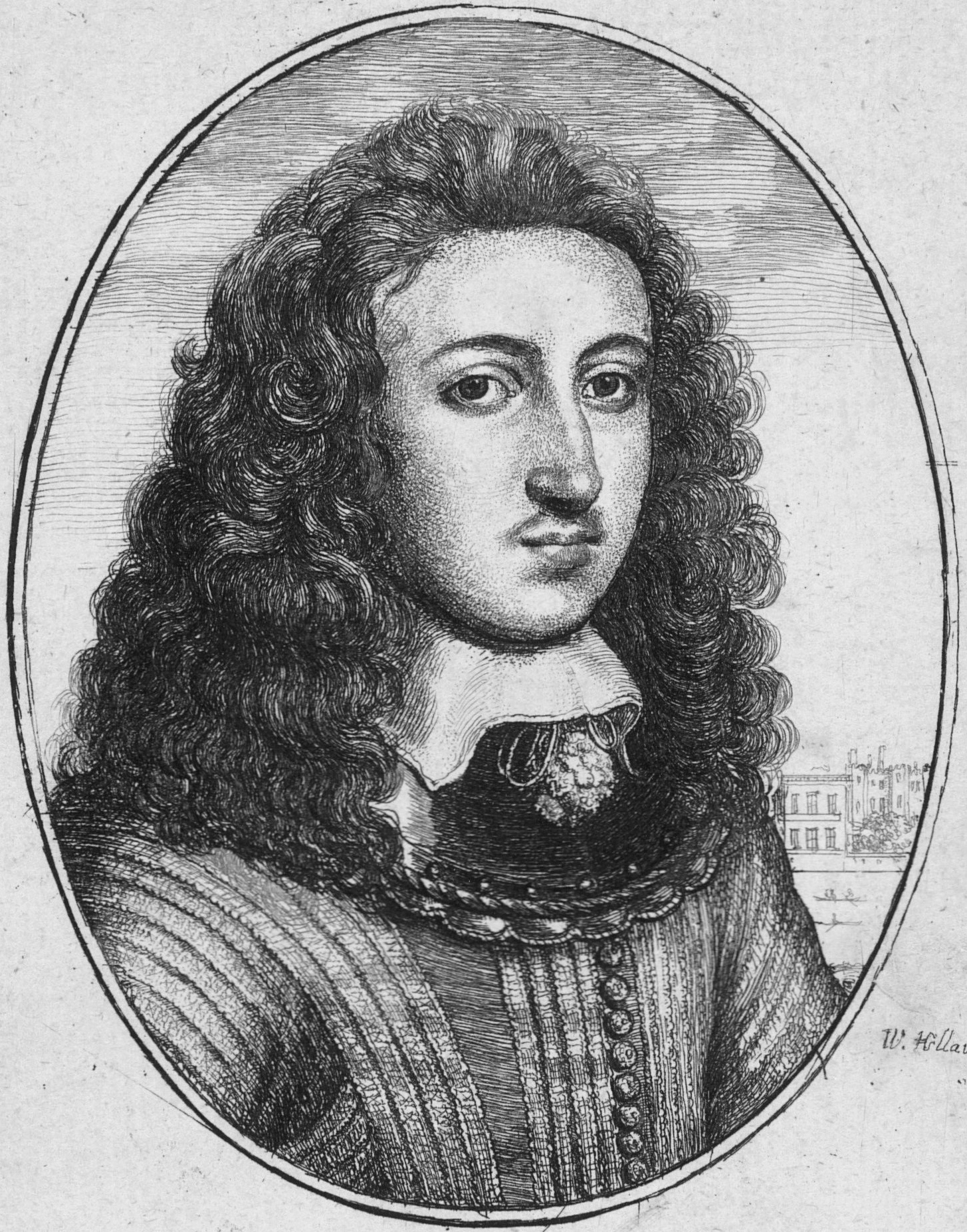
Portrait d'un homme non identifié de 1659.

Dans le monde méditerranéen antique, les coutumes concernant les coiffures masculines étaient diverses.
L'Ancien Testament ne réprouve pas les cheveux longs ; les Nazarites faisaient vœu de ne pas couper leur chevelure, Samson en était un exemple et il était dit que sa force dépendait de la longueur de ses cheveux.
Les soldats grecs et troyens portaient les cheveux longs à la bataille (leurs héros mythologiques, Zeus, Poséidon, portaient les cheveux longs), mais les Grecs adoptèrent la coupe courte à partir du VIe siècle av. J.-C. à l'exception des Spartiates.
Pline l'Ancien dans son Histoire naturelle et Varron rapportent que les Romains ont commencé à couper leurs cheveux lorsque des barbiers ont été amenés de Sicile par P. Ticinius Mena en 299 av. J.-C. Quand Jules César conquit la Gaule, dont les habitants portaient les cheveux longs, il ordonna qu’ils se coupassent les cheveux.
Dans un passage du Nouveau Testament (Corinthien), Paul de Tarse considère comme honteux les cheveux longs pour un homme alors qu’ils sont encouragés pour les femmes.
Jusqu’au Moyen Âge, dans la culture germanique les cheveux courts indiquaient la servitude et la paysannerie et les cheveux longs étaient associés à des cultures comme celles des Goths. Les cultures non germaniques percevaient ces « hommes aux longs cheveux » comme des barbares. Les rois Mérovingiens (481-751) portaient les cheveux longs et sont ainsi appelés reges criniti « rois chevelus » par Grégoire de Tours. Pour écarter un prétendant au trône, on lui coupait les cheveux - c'est ce qui est arrivé à Childéric III en 751 - parce que les cheveux longs étaient l'apanage des rois, mais il semble que toute la population libre franque ait porté la longue chevelure, donc la tonsure avait plutôt pour objectif de faire du détrôné un clerc pour qu'il ne puisse pas remonter sur le trône. 

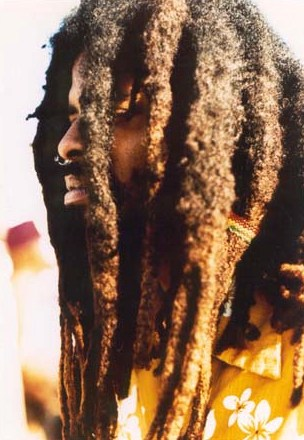
Dreadlocks.

Les Français et les Anglais portaient les cheveux longs pendant les XIe et XIIe siècles. Les chevaliers et les rois coupaient parfois leurs cheveux courts en signe de pénitence ou de deuil ; et la chevelure d’un page était plus courte que celle d’un chevalier. Les femmes mariées qui laissaient les cheveux tomber librement sur leurs épaules étaient mal vues, car cela était réservé aux femmes non mariées. Au moment du deuil, elles étaient cependant autorisées à libérer leur chevelure en signe de détresse.
En Angleterre, pendant la guerre de 1642 à 1651, la taille des cheveux était un élément de la dispute entre cavaliers et puritains (Roundheads). Les premiers portaient les cheveux longs et étaient moins religieux, les seconds avaient généralement les cheveux courts.
Les poètes de la Beat Generation des années 1950 portaient les cheveux relativement longs, comme le faisaient certains membres de la culture gay, mais cette coupe n’était pas encore populaire. Il fallut attendre les années 1960, avec les Beatles, qui lancèrent une mode de cheveux plus longs. Les cheveux longs devinrent un symbole de la contre-culture. Cette mode s’étendit à plusieurs pays occidentaux et jusqu’à l'Afrique du Sud et l'Australie.
Les coiffures de cheveux longs plus spécifiques, comme les dreadlocks, ont été intégrées comme des symboles de la contre-culture ou de modes de vie alternatifs depuis lors. Dans les années 1970, la popularité du reggae, et en particulier celle de Bob Marley, contribua à diffuser la mode des dreadlocks dans le monde.

#### Le cas des femmes

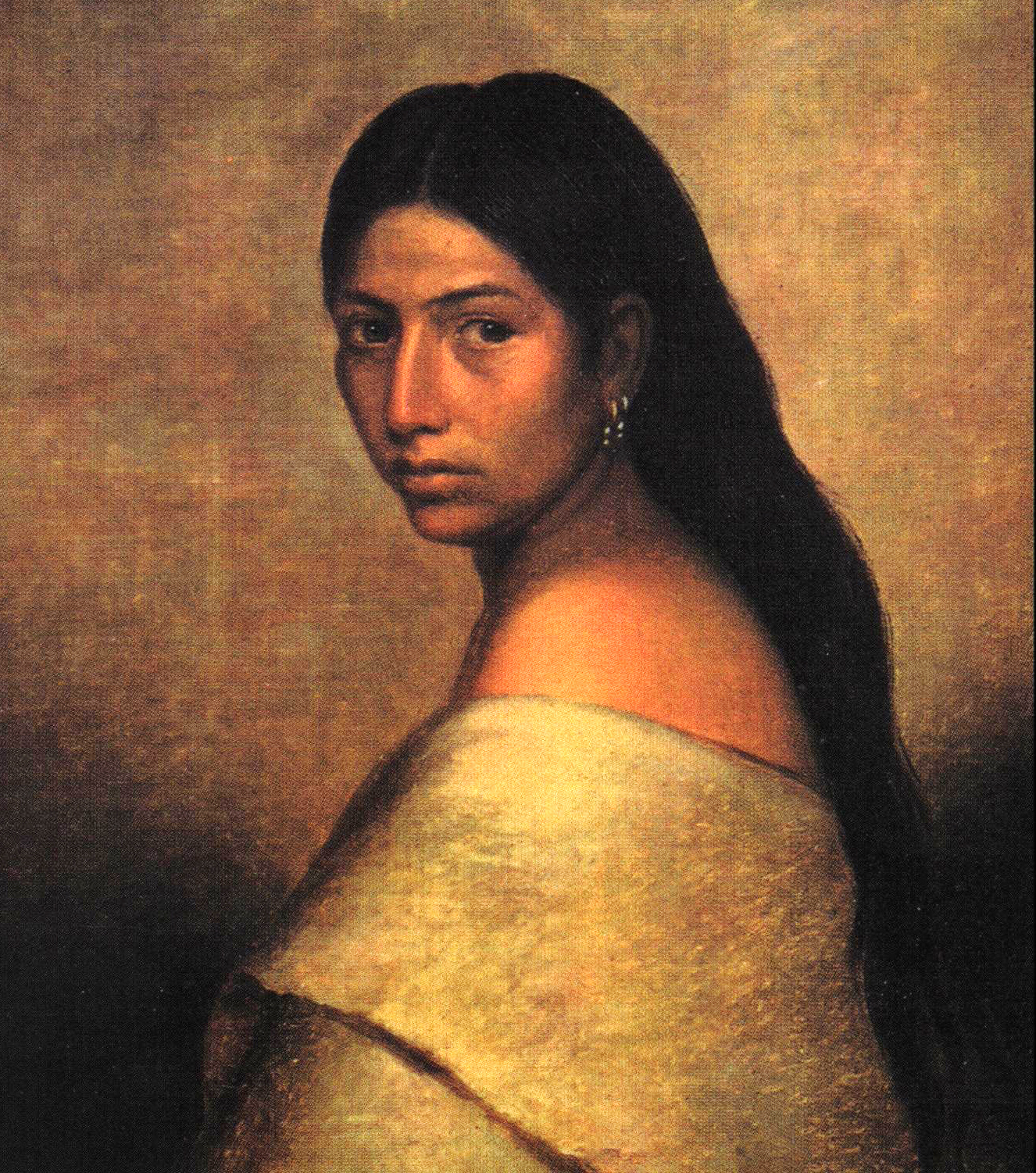
Portrait d'une femme aux cheveux longs.

La situation est inversée pour les femmes. Les longs cheveux sont un signe de féminité dans la plupart des cultures de tous temps, et leur mode de coiffure peut être un signe de l'âge et du statut matrimonial de la femme.
À Rome, les cheveux attachés par des bandelettes étaient un signe distinctif des matrones, et dans le monde méditerranéen sous la domination romaine, si les coiffures étaient diverses selon les régions, les femmes mariées couvraient généralement leurs cheveux en ville par un voile ou leur manteau. Le christianisme fut la première des religions à en faire une préconisation religieuse.
Les féministes et les mouvements de libération de la femme ont longtemps débattu de la question de savoir si une longue chevelure était un signe « irréfutable de féminité » ou s’il s’agissait d’un stéréotype.
L'une d'elles, Susan Brownmiller, dans un livre traitant de la féminité parle d'une sexualisation des parties non sexuelles du corps de la femme, dont les cheveux : « L'acte de relâcher sa longue chevelure auparavant attachée est souvent interprété comme (…) un relâchement des inhibitions, un signal de disponibilité sexuelle » .
Frigga Haug, professeur de sociologie à l'université d'Hamburg, dans son ouvrage Female sexualization évoque les cheveux de la femme perçus comme un symbole de sa sexualité : « Les cheveux ont d'une certaine manière toujours été associés à la sexualité; des allusions et des suppositions sont faites quant à des qualités cachées que les cheveux des femmes révèleraient. Les cheveux peuvent être provocateurs, ils sont perçus comme transmettant une information ».
Le zoologiste Desmond Morris compare le jeu d'une femme avec ses cheveux, alors qu'elle parle à un homme, à un geste de parade nuptiale.

### Dans les pays musulmans

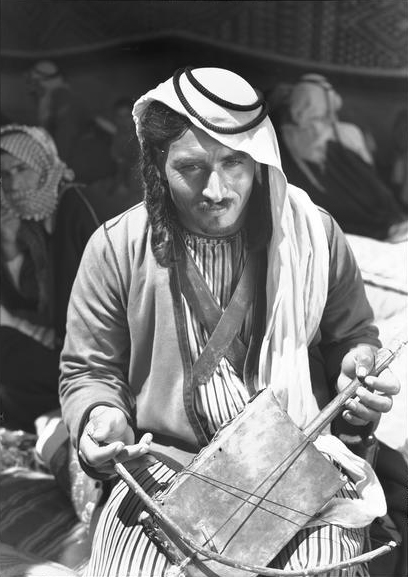
Bédouin transjordanien pendant la Seconde Guerre mondiale.

Selon plusieurs hadiths, le prophète de l'Islam Mahomet aurait eu des cheveux modérément longs, juste au-dessus des épaules. Abdullah ibn Abbas, par exemple, rapporte que Mahomet laissait ses cheveux pousser parce que c’était la coiffure couramment portée par les gens du livre par opposition aux « infidèles », qui arboraient des coiffures en dégradé. Mais culturellement, pour certains musulmans[Qui ?], la nécessité de distinguer clairement les sexes les conduit à s’opposer aux longs cheveux pour les hommes et à exiger de longs cheveux pour les femmes.
Dans le passé, les bédouins musulmans portaient les cheveux longs. La Sunna permet à l'homme Musulman de porter les cheveux longs, à condition qu'il ne dépassent pas l'épaule, et ceci dans l'intention d'imiter le prophète[réf. nécessaire]. Il est également important de souligner[réf. nécessaire] que dans la culture arabe, principalement en Arabie Saoudite et dans les émirats, les hommes se laissent pousser les cheveux jusqu'aux épaules, bien qu'ils soient couverts.

### En Afrique

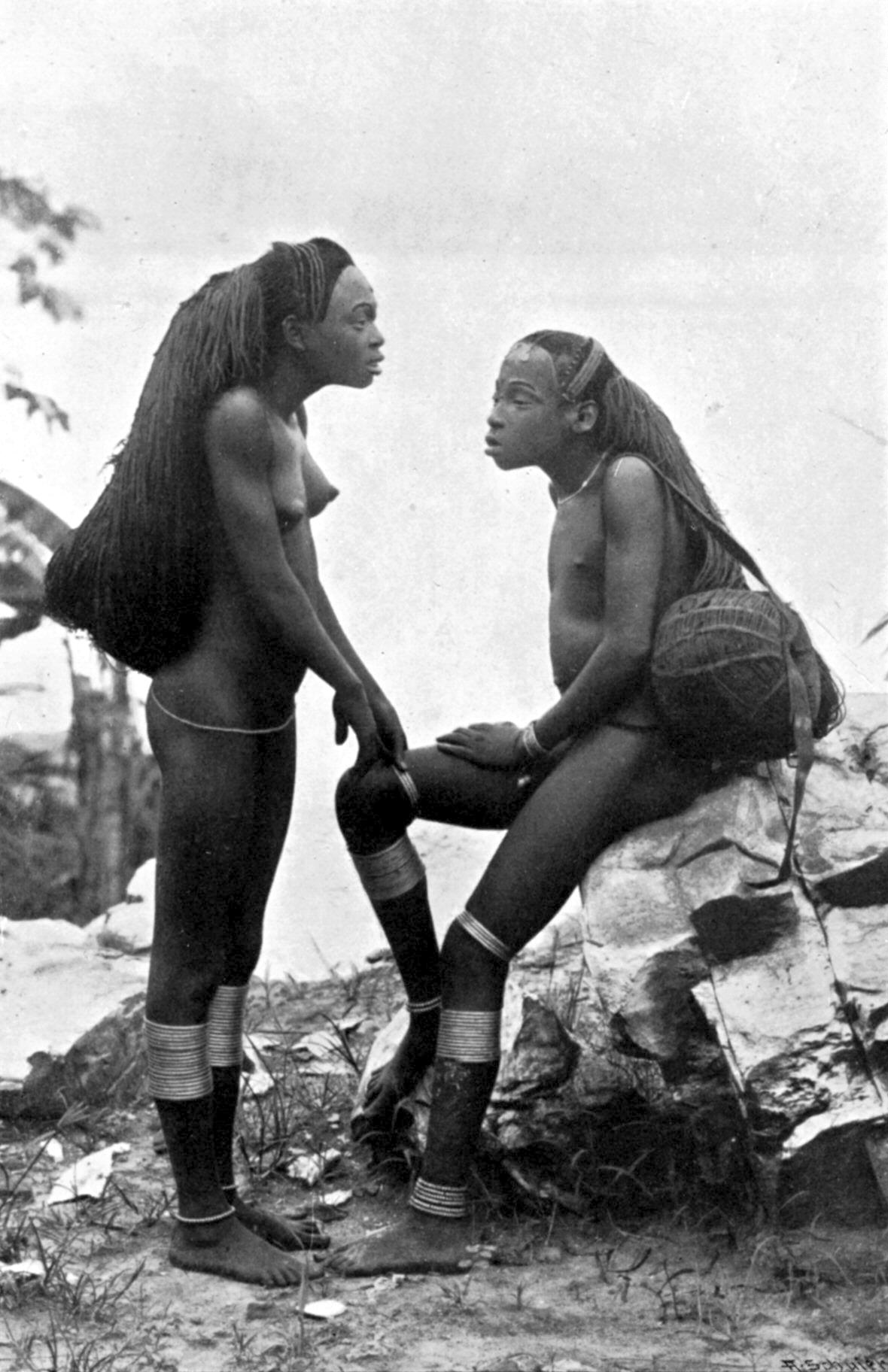
Deux jeunes femmes Sango en Afrique.

Dans les cultures africaines, les longs cheveux pour les femmes ont toujours été un signe de santé, de force et de fécondité. Les femmes trop jeunes pour le mariage le signalaient souvent en coupant une partie de leurs cheveux. Il existe cependant des tribus où les femmes portent les cheveux courts comme les Maasaï ou les Samburu. En Afrique, chez une grande majorité des peuples, les hommes portaient les cheveux longs, le plus souvent arrangés en tresses, ou en locks. Aujourd'hui en général les hommes ont le crâne rasé, mais d'autres continuent de porter les cheveux longs, tressés ou sous d'autres formes.

### En Amérique

#### Chez les Amérindiens
Les hommes Amérindiens portaient les cheveux longs bien avant l’arrivée des colons européens. Dans les légendes cherokees, un bel homme était fréquemment décrit comme ayant des « cheveux qui tombaient au sol ».

#### Afro-américains

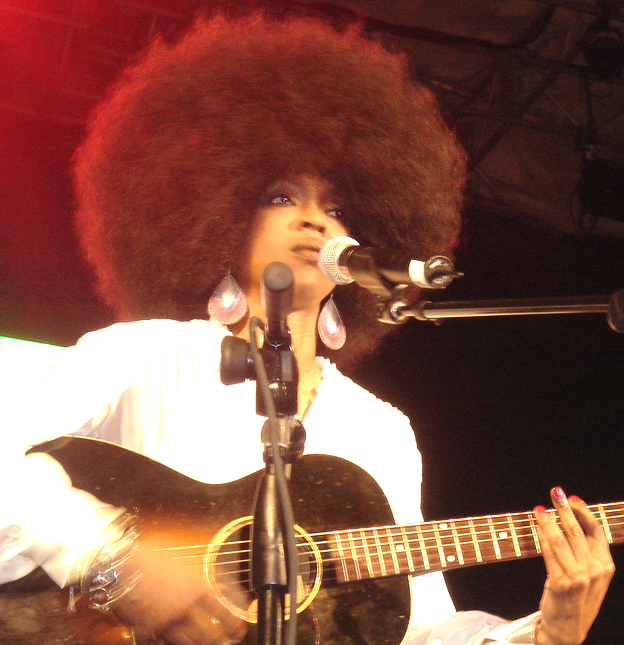
Coiffure afro.

Pendant le mouvement des droits civiques des années 1950 et 1960, certains Afro-Américains comme Malcolm X conseillaient le port des coupes afros ou des dreadlocks dans le but d’exprimer leur liberté et le retour aux racines africaines.
Plus récemment, des universitaires ont montré qu’il existait encore une pression sociale dans le sens de longs cheveux lisses et lustrés pour les femmes. Amelia Jones note par exemple que les poupées Barbie noires portent les cheveux ainsi.

### En Asie
De manière générale, les cultures asiatiques perçoivent les cheveux longs comme des signes de jeunesse et de féminité. Les longs cheveux sont souvent cachés dans des turbans ou attachés en public, parce que les cheveux sont associés à la vie privée et à la sexualité.
Au XVIIe siècle, les Chinois adoptaient parfois les cheveux longs sous la forme d’une queue-de-cheval. Ceci dura jusqu’au XIXe siècle, époque où ils commencèrent à émigrer aux États-Unis.
Dans l’Asie du Sud-Est, et en Indonésie, les longs cheveux étaient appréciés jusqu’au XVIIe siècle, époque où les influences de l'islam et du christianisme apportèrent la tendance des cheveux courts pour les hommes.

### Sikhisme
Dans le sikhisme, l'homme comme la femme ne doivent pas se couper les poils et les cheveux : les hommes sikhs portent non seulement la barbe, mais aussi des cheveux longs jamais coupés, protégés dans un turban. Ne pas se couper les cheveux et les poils est dans le sikhisme une preuve de dévotion envers le Créateur et de volonté dans la spiritualité.

## Le sacrifice de la chevelure
L'acte de couper les cheveux, dans un contexte où les cheveux longs sont valorisés, a une charge symbolique. La plupart des études sur les rêves et plusieurs essais sur la psychanalyse freudienne parlent même de l'acte de couper courts les cheveux comme équivalent à une castration.
Ce sacrifice peut être volontaire comme symbole de deuil ou dans un contexte religieux : les moines bouddhistes se rasent la tête en signe d’humilité.
Dans la Grèce antique, une coutume répandue voulait que les jeunes filles coupent leurs cheveux longs en offrande à Artémis le jour de leur mariage.

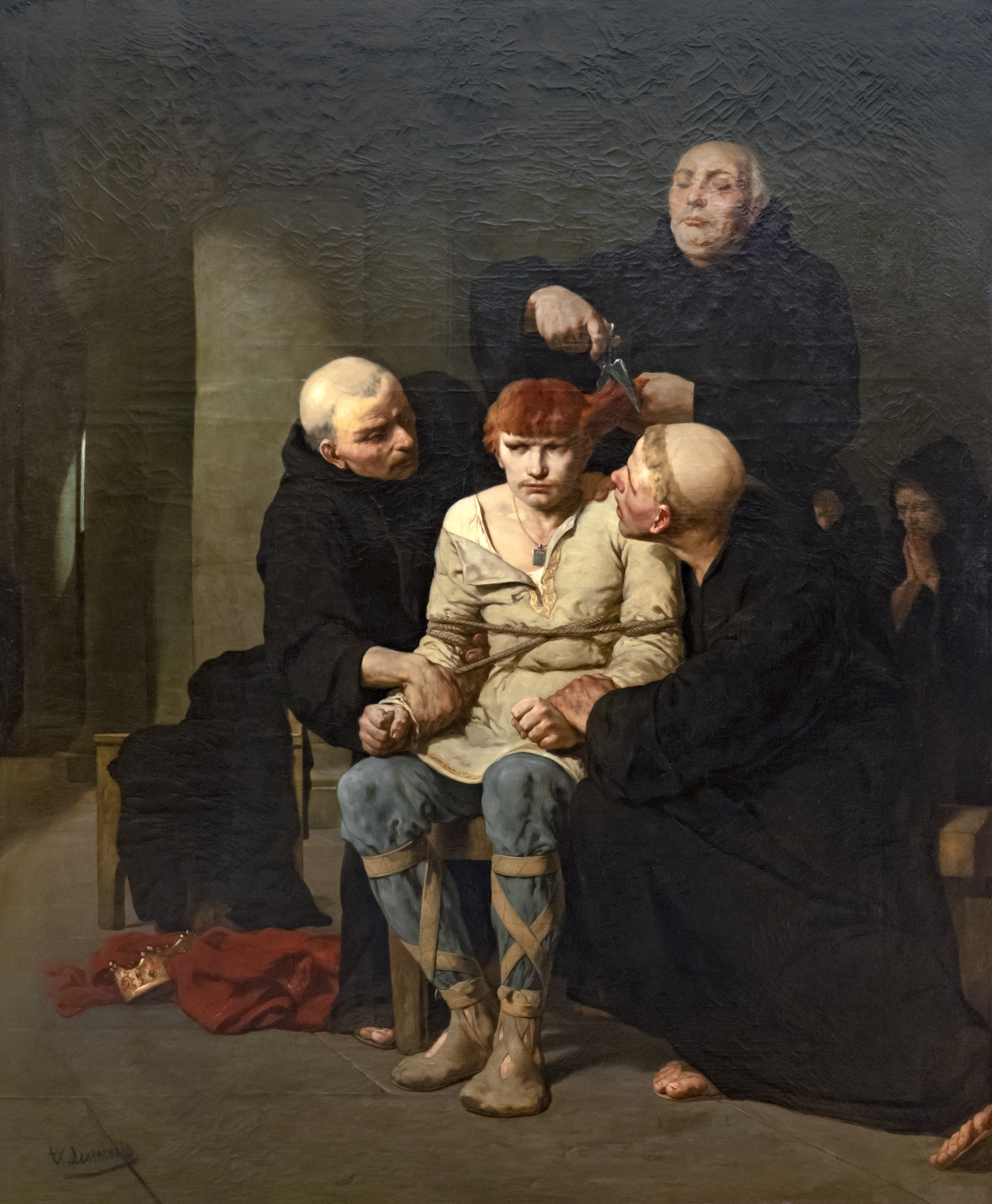
La tonsure de Childéric III.

Il peut être imposé, dans un but de stigmatisation ou d'humiliation.
Pendant la guerre de Vendée et la Chouannerie, les Vendéens et les Chouans avaient pour habitude de tondre les prisonniers républicains. Ceux-ci étaient ensuite libérés après avoir prêté le serment de ne plus se battre contre les royalistes, ils pouvaient ainsi être reconnus s'ils trahissaient leur serment.
Les cas les plus connus de femmes tondues de force concernent celles accusées à la Libération d'avoir entretenu des liaisons avec des soldats ennemis, mais le châtiment de tonte de la chevelure d'une femme est ancien et présent dans plusieurs cultures : on en trouve des exemples dans la Bible, en Germanie antique, chez les Wisigoths, dans un capitulaire carolingien de 805 et il était déjà utilisé au Moyen Âge contre les femmes adultères. Bien qu'il ait différentes significations selon le contexte d'application, ce châtiment a une connotation sexuelle marquée, et vise à faire honte à la coupable ainsi punie.
Symboliquement, outre l'humiliation, la violence faite aux femmes au niveau du pouvoir séducteur de leur chevelure correspondrait à une réappropriation de leur personne par la communauté nationale, en leur infligeant une marque publique en même temps qu'une forme de purification. La tonte est ressentie comme d'autant plus punitive à une époque où le paraître prend plus d'importance ; symboliquement, elle frappe également là par où la tondue a fauté, par son pouvoir de séduction. Enfin, la tonte est un châtiment visible plusieurs mois.